# Lineáris törtfüggvények
Lineáris törtfüggvénynek nevezik a komplex függvénytanban az {\displaystyle {\frac {az+b}{cz+d}}} alakú függvényeket, ahol {\displaystyle ad-bc\neq 0}, és a,b,c,d komplex számok. Az elemi matematikában (annak valós függvénytan c. részében) az a,b,c,d együtthatók valós számok.
A komplex számsíkon értelmezett lineáris törtfüggvények regulárisak és kölcsönösen egyértelműek. A kétszer kettes komplex mátrixok csoportjával izomorf háromszorosan tranzitív csoportot alkotnak a kompozícióra.

## Csoport
A csoportművelet a kompozíció. Az egységelem az identitás. A {\displaystyle {\frac {az+b}{cz+d}}} lineáris törtfüggvény inverze a {\displaystyle {\frac {dz-b}{-cz+a}}} lineáris törtfüggvény.
A csoportot generálják az eltolások, a forgatások, nyújtások, és az {\displaystyle {\frac {1}{z}}} függvény:
{\displaystyle {\frac {az+b}{cz+d}}={\frac {bc-ad}{c^{2}(z+{\frac {d}{c}})}}+{\frac {a}{c}}}

## Projektív szemlélet
A lineáris törtfüggvények a komplex projektív egyenes kettősviszonytartó transzformációinak tekinthetők. Így bizonyíthatók a következő tulajdonságok:
- A csoport háromszorosan tranzitív
- Csak az identitás hagy helyben három pontot
- Kör vagy egyenes képe kör vagy egyenes

Legyen egy pontpár egyenesre szimmetrikus, ha tükörképek, és körre szimmetrikus, ha egymás inverz képe.
- Körre vagy egyenesre szimmetrikus pontpár képe körre vagy egyenesre szimmetrikus

## További tulajdonságok
- Körbelsőt vagy félsíkot körbelsőre, körkülsőre, vagy félsíkra képeznek
  - Ha egy lineáris törtfüggvény megtartja az irányítást, akkor körbelső körbelsőbe megy. Ha megváltoztatja, akkor körbelsőt körkülsőbe visz.
- Körlap vagy félsík körlapra való reguláris és kölcsönösen egyértelmű leképezése lineáris törtfüggvény

## Bizonyítások

### Háromszoros tranzitivitás
Tétel: A lineáris függvények csoportja háromszorosan tranzitív.
Definíció: Négy komplex szám, {\displaystyle z_{1},z_{2},z_{3},z_{4}} kettősviszonya a {\displaystyle (z_{1},z_{2},z_{3},z_{4})={\frac {z_{1}-z_{3}}{z_{1}-z_{4}}}:{\frac {z_{2}-z_{3}}{z_{2}-z_{4}}}} hányados.
Bizonyítás: Jelölje {\displaystyle S(z)} a {\displaystyle (z,z_{2},z_{3},z_{4})} kettősviszonyt. Legyen továbbá {\displaystyle S(z_{2})=1,} {\displaystyle S(z_{3})=0,} {\displaystyle S(z_{4})=\infty }. Ekkor {\displaystyle S(z)} lineáris transzformáció.
Hasonlóan, legyen {\displaystyle S_{1}(w)} a {\displaystyle (w,w_{2},w_{3},w_{4})} kettősviszony. Legyen továbbá {\displaystyle S_{1}(w_{2})=1,} {\displaystyle S_{1}(w_{3})=0,} {\displaystyle S(w_{4})=\infty }. Ekkor {\displaystyle S_{1}(w)} is lineáris transzformáció.
Tekintsük az {\displaystyle S_{1}^{-1}\circ S} transzformációt. Ez lineáris függvény, és az adott {\displaystyle z_{i}} pontokat az adott {\displaystyle w_{i}} pontokba viszi.

### Kör vagy egyenes képe
Tétel: Kör vagy egyenes képe kör vagy egyenes.
Bizonyítás: A lineáris törtfüggvények csoportját generálják az eltolások, a forgatások, nyújtások, és az {\displaystyle {\frac {1}{z}}} függvény. Ezek a függvények kört vagy egyenest körbe vagy egyenesbe visznek át, ugyanis az eltolások, forgatások és nyújtások hasonlósági transzformációk, az {\displaystyle {\frac {1}{z}}} függvény meg az invertálás konjugáltja, ezek pedig szintén kört vagy egyenest körbe vagy egyenesbe visznek át.

### Körre vagy egyenesre szimmetrikus pontpár képe
Tétel: Körre vagy egyenesre szimmetrikus pontpár képe körre vagy egyenesre szimmetrikus.
Bizonyítás: Jelöljön {\displaystyle P} és {\displaystyle P^{1}} egy szimmetrikus pontpárt. Tekintsük a szimmetria alapkörét vagy tengelyét. A {\displaystyle P} pontot tartalmazó egyenesek és körök, amelyek merőlegesen metszik az alapkört vagy a tengelyt, még egy közös ponttal bírnak: {\displaystyle P^{1}}-gyel. A lineáris függvény szögtartó a kölcsönös egyértelműség és a regularitás miatt, ezért a {\displaystyle P,P^{1}} pontpár képére ugyanezek az illeszkedési tulajdonságok teljesülnek. Így szimmetrikus pontpár képe szimmetrikus pontpár.

### Irányítás és a körbelső képe
Tétel: Ha egy lineáris törtfüggvény megtartja az irányítást, akkor körbelső körbelsőbe megy. Ha megváltoztatja, akkor körbelsőt körkülsőbe visz.
Bizonyítás: Legyen {\displaystyle \gamma } pozitív irányítású körvonal. Vegyünk {\displaystyle \gamma } belsejében egy tetszőleges {\displaystyle w} pontot. Jelölje {\displaystyle T(z)} a lineáris törtfüggvényt, és tegyük fel, hogy a {\displaystyle \gamma } körvonal {\displaystyle T(\gamma )} képe körvonal.
Ha {\displaystyle \gamma } belseje {\displaystyle T(\gamma )} belsejébe képződik le, akkor {\displaystyle T(z)=w} egy, a {\displaystyle \gamma } körvonal belsejében levő {\displaystyle z} pontra, és {\displaystyle T(z)}-nek nincs pólusa a kör belsejében. Az argumentumelv szerint {\displaystyle T(\gamma )} körülfordulási száma a tetszőleges {\displaystyle w}-re 1.
Ha {\displaystyle \gamma } belseje {\displaystyle T(\gamma )} külsejébe képződik le, akkor {\displaystyle T(z)\neq w} minden, a {\displaystyle \gamma } körvonal belsejében fekvő {\displaystyle z} pontra, és a {\displaystyle T(z)} lineáris törtfüggvénynek van egy pólusa. Az argumentumelv szerint {\displaystyle T(\gamma )} körülfordulási száma a tetszőleges {\displaystyle w}-re -1.

### Körök és félsíkok kölcsönösen egyértelmű reguláris leképezései
Tétel: Körlap vagy félsík csak lineáris törtfüggvénnyel képezhető le körlapra vagy félsíkra kölcsönösen egyértelmű és reguláris módon.
Bizonyítás: Legyen {\displaystyle z_{0}} tetszőleges pont a körlapon vagy a félsíkon. Mindkét kört vagy félsíkot képezzük az egységkörre lineáris törtfüggvénnyel úgy, hogy {\displaystyle z_{0}} és képe 0-ba menjen. Feltehető tehát, hogy {\displaystyle f(z)=w} az egységkört önmagára képezi le, és a nulla képe nulla.
A Schwarz-lemmával:
{\displaystyle |w|=|f(z)|\leq |z|} és {\displaystyle |z|=|f^{-1}(w)|\leq |w|,}
és egyenlőség akkor és csak akkor teljesül, ha {\displaystyle f(z)=\varrho z.}